# Friedrich Titschack
Heinrich Friedrich Christian Titschack (* 28. August 1876; † 22. August 1952) war ein deutscher Marine-Generalstabsarzt der Reichsmarine.

## Leben
Friedrich Titschack trat am 1. Oktober 1898 in die Kaiserliche Marine ein. 1902 promovierte er in Kiel mit dem Thema Zur Casuistik des Mal perforant du pied mit besonderer Berücksichtigung der hereditären Anlage und wurde am 21. März 1905 Marine-Assistenzarzt. 1908 war er als Marine-Stabsarzt (Beförderung am 15. Juni 1908) beim Sanitätsamt der Marinestation der Ostsee. Am 19. Mai 1914 wurde er Marine-Oberstabsarzt und diente bis Dezember 1914 als Referent im Sanitätsamt der Marinestation der Nordsee in Wilhelmshaven. Anschließend war er bis Februar 1918 im Marine-Kriegslazarett 1 in Flandern und dann bis Kriegsende Schiffsarzt der Seydlitz.
Nach dem Krieg wurde er in die Reichsmarine übernommen und hier am 1. Oktober 1923 Marine-Generaloberarzt. Es folgte am 1. April 1926 seine Beförderung zum Marine-Generalarzt. Am 31. Dezember 1927 wurde er mit dem Charakter als Marine-Generalstabsarzt aus der Marine verabschiedet.